# Romain Sassot
Romain Sassot est un nageur français né le 26 février 1986 à Saint-Rémy.

## Palmarès

### Jeux olympiques
| Édition      | Épreuve                      | Épreuve | Épreuve | Épreuve | Épreuve | Épreuve |
| Édition      | Relais 4 × 100 m 4 nages     |         |         |         |         |         |
| Londres 2012 | 10e des séries 3 min 34 s 60 |         |         |         |         |         |